# 한산읍성
한산읍성(韓山邑城)은 대한민국 충청남도 서천군 한산면에 있는 읍성이다. 1984년 5월 17일 충청남도의 문화재자료 제134호로 지정되었다.

## 개요
《신증동국여지승람》에 따르면, 한산읍성은 돌로 쌓은 성으로, 둘레가 4,070척(1,233m)에 높이가 11척(3m)이며, 성 안에는 도랑 1개와 우물 4곳이 있었다고 한다.
오늘날 남아있는 성의 둘레는 1,820m이며, 평면형은 서벽이 동벽보다 긴 사다리꼴 형태이다. 서쪽과 북쪽의 성벽은 돌로 쌓았고, 남벽은 흙으로 쌓았으며, 동벽은 흙과 돌을 섞어 쌓았다. 서천-한산간 지방도로가 통과로 인하여 남쪽 성벽의 일부가 잘린것을 뺀 나머지 대부분의 성벽이 원래의 모습을 잘 간직하고 있다.
고려 중기에 왜구가 강을 끼고 자주 침범해오자, 고을의 백성을 안전하게 지키고자 성을 쌓았던 것으로 짐작된다.
《여지도서》공해조에는 "객사, 동헌 십오칸, 대청 육칸, 서
헌 육칸, 중대문구칸, 외대문육칸, 소중문 이칸, 내위 이십이
문, 행랑 팔칸, 도재헌 십이칸, 매화당 칠칸"이라고 기록되어 있
고, 《충청읍지》한산조에 의하면 객사, 내위, 목애헌, 매화당
등이 성내에 있었으며, 1929년 발행 《서천군지》권지 5에는 우
연당, 객사중수기, 우연정중수기 연정기가 수록되어 있다.

## 참고 문헌
- 한산읍성 - 국가유산청 국가유산포털